# Galgula baueri
Galgula baueri är en fjärilsart som beskrevs av Otto Staudinger 1870. Galgula baueri ingår i släktet Galgula och familjen nattflyn. Inga underarter finns listade i Catalogue of Life.